# José María Menéndez López
José Mª Menéndez López es un escritor y editor español nacido en León.

## Obra literaria
Individual
- Cuentos de Otros (1990), relatos.
- Apócrifos (1997), narrativa. Editorial CCC.
- Cento (2000), narrativa.
- Markham (2001), novela.
- Crónicas (2003), narrativa.
- Memoria del odio (2010), novela. Bubok
- El libro de la pausa (2010), novela.
- Retablo impío (2011), relatos. Bubok (enlace roto disponible en Internet Archive; véase el historial, la primera versión y la última).

Colectiva
- Premios Letras Jóvenes Castilla y León. (1991), relatos. Anaya.
- Escritores de la universidad de León (1993), fragmentos. Guías C@mpus.
- Cuento y poesía Juvenil (1997), poesía. Editorial Cátedra.
- Premios Gabriel Aresti (2000), relatos. Ayuntamiento de Bilbao.
- Cien libros para un siglo (2004), reseña literaria sobre José María Merino, Anaya.
- Premios del Tren (2009), relatos. Fundación de Ferrocarriles Españoles.
- Relato breve V. de Colindres (2014), relatos. Ayuntamiento de Colindres.
- Premios del Tren (2022), relatos. Fundación de Ferrocarriles Españoles.

Premios
- Varios (1991), (1996). Padre Isla.
- Cartas a Miguel Ángel (1995). Certamen Epistolar Juan Valera y Dc. Thebusem, finalista.
- El agujero negro de Calcuta (1996). Juan Rulfo.
- La muerte imaginaria de John Hewson (Variaciones sobre el asesinato como una de las bellas artes) (1998). Gabriel Aresti.
- Retablo impío  (1998). Nacional de Badajoz.
- Vidas convergentes (2001), Gabriel Sijé.
- Casi las ocho (2007). Villa de Mazarrón.
- El espejo doble (2007). Antonio Machado. * Accésit Archivado el 24 de octubre de 2021 en Wayback Machine.
- Memorial de los trescientos (2014). Villa de Colindres, *Accésit.
- El escritor de memoria (2022). Antonio Machado. * Accésit